# Torpè
Torpè település Olaszországban, Szardínia régióban, Nuoro megyében. Lakosainak száma 2683 fő (2023. január 1.). Torpè Budoni, Lodè, Padru, Posada, San Teodoro és Siniscola községekkel határos.

## Népesség
A település lakossága az elmúlt években az alábbi módon változott:
| Lakosok száma | 2870 | 2844 | 2683 |
|               | 2017 | 2018 | 2023 |